# Christian Forcellini
Christian Forcellini (* 10. November 1969) ist ein internationaler Sportmanager und ehemaliger san-marinesischer Tennisspieler.

## Karriere
Forcellini hat die Republik San Marino bei den Olympischen Spielen 1992 in Barcelona im Herrendoppel vertreten, sein Doppelpartner war Gabriel Francini. Sie schieden in der ersten Runde aus. Forcellini absolvierte zudem in den Saisons 1993 und 1994 insgesamt sechs Begegnungen für die san-marinesische Davis-Cup-Mannschaft. Er verlor seine einzige Einzelpartie und gewann zwei von sechs Doppelpartien. In der Tennisweltrangliste konnte er sich nie platzieren.
2009 war Forcellini Landesmeister im Golf. Bei den Leichtathletik-Halleneuropameisterschaften 1996 trat er im 150-Lauf der Sprinter an. Bei den Olympischen Sommerspielen 2012 in London war er Leiter der Delegation des Comitato Olimpico Nazionale Sammarinese.
Derzeit ist er Präsident des Tennisverbandes von San Marino und er war Direktor der Open San Marino.